# Heinz Duchhardt
Heinz Duchhardt (né le 10 novembre 1943 à Berleburg) est un historien allemand spécialisé dans le début de la période moderne.
Il occupe des chaires d'histoire moderne à l'Université de Bayreuth (1984-1988) et d'histoire moderne à l'Université westphalienne Guillaume de Münster (1988-1995). De 1994 à 2011, il est directeur du département d'histoire universelle de l'Institut Leibniz d'histoire européenne (de) de Mayence. Duchhardt est l'un des principaux historiens de l'époque moderne en Allemagne. Ses recherches portent sur les relations internationales à l'ère pré-moderne, la recherche historique sur la paix, l'histoire constitutionnelle et sociale de l'Ancien Empire et de l'âge de la selle, et la recherche fondamentale liée à l'Europe. Dans un passé récent, ses recherches se sont de plus en plus concentrées sur l'histoire des sciences.

## Biographie
Heinz Duchhardt est né un an et demi avant la fin de la guerre dans les basses montagnes du Sauerland. Ses parents sont d'origine paysanne. Il n'a jamais rencontré son père car il est mort en Union soviétique en 1944. Dans les années d'après-guerre, la famille s'installe à Mayence. De 1963 à 1968, Duchhardt étudie l'histoire, les sciences politiques et l'histoire de l'art aux universités de Mayence, Bonn et Vienne. Avec le recul, Duchhardt justifie la décision d'étudier l'histoire par des expériences traumatisantes de perte et par les expériences de la fin de la guerre et de la misère d'après-guerre. Ses professeurs académiques les plus importants incluent Hermann Weber (de). En 1968, il obtient son doctorat à Mayence avec une thèse dirigée par Ludwig Petry sur l'électeur de Mayence Philipp Karl von Eltz. En 1969/70, il est officier adjoint à la Chancellerie fédérale. En 1970, il devient assistant de recherche à l'Université de Mayence. Son habilitation a lieu en 1974 à l'âge de 31 ans, également à Mayence, avec une étude constitutionnelle couvrant toute la période moderne. De 1980 à 1984, Duchhardt occupe des postes de professeur à Mannheim, Stuttgart et Bonn. Duchhardt est professeur à l'Université de Bayreuth (1984-1988) et à l'Université de Munster (1988-1995). En 1993, il refuse une offre de travail à Iéna. En tant qu'enseignant académique, il supervise 20 mémoires et quatre habilitations. Parmi les étudiants universitaires les plus importants de Duchhardt figurent Johannes Arndt (de), Ronald G. Asch (de) et Matthias Schnettger. De 1994 à 2011, il succède à Karl Otmar von Aretin à la direction du Département d'histoire universelle de l'Institut d'histoire européenne. Duchhardt est président de la Fondation Max-Weber de 2009 à 2015.
Duchhardt est membre à part entière de l'Académie des sciences et des lettres de Mayence (depuis 2001), membre correspondant de l'Académie autrichienne des sciences (depuis 2003), membre externe de l'Académie finlandaise des sciences (depuis 2003), membre de la Commission pour la Publication des Sources de l'Histoire Européenne, membre des Commissions historiques de Hesse (depuis 1977), Westphalie (membre titulaire de 1992 à 1998, membre correspondant depuis 1998), Nassau (depuis 2001). À partir de 1985, il est membre de la Commission historique de Francfort. Il est également membre de l'Association d'histoire constitutionnelle (de) et de la Commission historique de l'Académie bavaroise des sciences (1995-2018). Duchhardt reçoit un doctorat honorifique de l'Université d'État de Smolensk en 2011 pour ses services d'organisation scientifique et scientifique. Il est le premier scientifique étranger à recevoir cet honneur. En 2016, il reçoit un doctorat honorifique de l'Université Saint-Clément-d'Ohrid de Sofia. Duchhardt est membre des conseils consultatifs scientifiques de l'Institut historique allemand de Paris (1999-2007) et de l'Institut historique allemand de Moscou (de) (2005-2008). Il est membre du comité exécutif de la société Baron-vom-Stein (de) (1998–2008). De 1996 à 2004, il est secrétaire de l'Association des historiens d'Allemagne. Duchhardt est professeur invité à l'Université de Qingdao (de) en Chine pendant six ans.
Le premier mariage de Duchhardt est avec l'historienne de l'art Sigrid Bösken et son second mariage avec la germaniste polonaise Malgorzata Morawiec.

## Axes de recherche

### Histoire de l'Ancien Empire et recherche historique sur la paix
Dans son habilitation à Mayence, il se penche sur les projets non réalisés de candidatures impériales de princes protestants. Par son travail, il veut démontrer "ce que l'opinion publique d'une époque considère comme concevable en ce qui concerne l'empire, si et, le cas échéant, à partir de quand et avec quelle intensité une époque donnée s'occupe de candidatures protestantes à l'empire et sur qui ces espoirs ou ces craintes sont dirigés"
Grâce à de nombreuses publications, Duchhardt est un expert reconnu des premiers congrès de paix modernes. Il dirige un projet de recherche sur le développement numérique des traités de paix européens. Il publie de nombreuses études sur la paix, la médiation pour la paix et le maintien de la paix à l'époque moderne. 15 articles sur ce sujet des années 1979 à 2011 sont publiés par Martin Espenhorst (de) en 2012. Les traités de Westphalie de 1648 deviennent l'un des principaux domaines de travail de Duchhardt dans la recherche historique sur la paix. En 1996, il présente la bibliographie faisant autorité pour les traités de Westphalie. La bibliographie comprend un total de 4095 titres sur les traités de Westphalie, sa préhistoire depuis les années 1640 et les négociations ultérieures jusqu'en 1653/54 (éditée fin décembre 1994). Dans sa conférence inaugurale à Münster en 1988, Duchhardt souligne pour la première fois que l'ordre de paix européen de 1648 est incapable d'avoir des effets à long terme et s'effondre dans les années 1670 aux mains de Louis XIV de France. En conséquence, il rejette également le concept d'un «système westphalien» au cours des siècles. Fin 1996, il organise un grand congrès sur les traités de Westphalie à Münster. Plus de 100 experts de toute l'Europe et d'outre-mer participent à ce congrès. 39 des articles de ce colloque sont publiés en 1998. En septembre 2009, Duchhardt organise une conférence internationale sur le traité des Pyrénées à l'Institut d'histoire européenne de Mayence, qui se termine à l'occasion du 350e anniversaire. anniversaire. Il édite les actes du colloque en 2010. C'est la seule publication dans le domaine de l'anniversaire dans la région germanophone. Duchhardt s'occupe des activités de médiation de l'archevêque de Mayence, Jean-Philippe de Schönborn. En septembre 2012, sous la direction de Duchhardt et Martin Espenhorst, le réseau de recherche « Services de traduction de la diplomatie et des médias dans le processus de paix pré-moderne. Europa 1450–1789 » tient une conférence à Baden, Argovie, à l'occasion du prochain anniversaire des traités de paix d'Utrecht, Rastatt et Baden en 1713/14. Le volume résultant avec 20 contributions est publié en 2013. La même année, Duchhardt publie un bref compte rendu du Congrès de Vienne, considéré comme l'accord de paix européen le plus important du XIXe siècle. Toujours en 2013, Duchhardt et Johannes Wischmeyer publient une anthologie sur le Congrès de Vienne, qui remonte à une conférence à l'Institut d'histoire européenne de Mayence en mars 2012, bien avant l'anniversaire. L'accent est mis sur la "restructuration des relations entre l'État et l'Église(s)" sur un sujet qui avait reçu peu d'attention dans les travaux sur le Congrès de Vienne. Duchhardt traite des idées ecclésiastiques du Baron vom Stein. Dans un ouvrage publié en 2015, il souhaite mettre en évidence l'importance de l'année 1648 pour chacune des grandes régions d'Europe. Ce faisant, il poursuit la question de « si le continent se sentait vraiment comme une unité », ce qu'il affirme expressément. En 2017, il présente une histoire de la guerre de Trente Ans. En 2018, à l'occasion du 200e anniversaire du Congrès d'Aix-la-Chapelle, il publie une présentation sur cette conférence.

### Thème européen
Depuis les années 1990, Duchhardt a intensifié la thématique de l'Europe. En 1990, il publie dans l'Enzyklopädie deutscher Geschichte (de) la présentation Altes Reich und europäische Staatenwelt 1648–1806. L'étude comparative des monarchies du début de l'époque moderne devient un point fort de la thématique européenne. En 1992, il publie le recueil European monarchy. Les anthologies Europäische Geschichte als historiographisches Problem (1997), Europäer des 20. Jahrhunderts (2002) et Vision Europa (2003) témoignent de ses efforts en matière d'histoire européenne. Avec Franz Knipping (de), il publie le Handbuch der Geschichte der internationalen Beziehungen et écrit lui-même le sixième volume avec Balance of Power et Pentarchie 1700-1785. En 2000, il fonde le Jahrbuch für Europäische Geschichte. Duchhardt édite avec István Németh les articles d'une conférence organisée en juin 2004 par l'Institut d'histoire européenne et l'Université Loránd-Eötvös. L'objectif des huit contributions est d'analyser la qualité et l'intensité de l'idée européenne en Europe-Centrale et Orientale entre les deux guerres mondiales. En conclusion, les éditeurs soulignent "combien 'l'Europe' n'était pour beaucoup [...] qu'un slogan pour masquer des objectifs complètement différents" (p. X). Duchhardt publie également trois volumes sur les historiens européens en 2006 et 2007 avec Małgorzata Morawiec, Wolfgang Schmale (de) et Winfried Schulze (de). Duchhardt écrit le sixième volume sur l'histoire européenne entre 1650 et 1800 pour la série en dix volumes Handbuch der Geschichte Europas, publié par Peter Blickle (de) et publié en 2003 sous le titre Europa am Vorabend der Moderne.

### Histoire des sciences
Duchhardt traite également de l'histoire de sa propre discipline. En 1993, il publie une biographie de l'historien Arnold Berney (de). L'objectif n'est pas une pure biographie, mais la description de l'évolution de Berney "de l'Allemand prussien au Juif sioniste". Cet ouvrage est l'un des écrits qui donne une impulsion au traitement de l'histoire par les historiens sous le national-socialisme au 42e journée des historiens allemands (de) de 1998 devient le sujet le plus important. En mai 2002, l'Institut d'histoire européenne de Mayence organise un colloque pour marquer son 50e anniversaire. Le sujet est l'histoire vers 1950, car "des changements significatifs dans l'histoire allemande et internationale ont lieu pendant cette période" (p. VII). Duchhardt publie l'anthologie en 2002. À l'occasion du 100e anniversaire de Martin Göhring (de), l'Institut d'histoire européenne de Mayence organise un atelier le 9 janvier 2004. Duchhardt se penche sur les débuts universitaires de Göhring et son activité de professeur à Halle, le congrès européen de Mayence de 1955 et la nomination de Göhring  à Gießen. Duchhardt publie l'anthologie avec neuf contributions en 2005. En 2018, à partir d'un large éventail de dossiers, il publie une biographie sur la carrière de l'historien Martin Göhring, son prédécesseur à la direction de Mayence.
En 2021, il présente un récit de l'histoire des projets scientifiques inachevés. Duchhardt s'intéresse aux « non-livres » qui visent à fournir un « regard dans les coulisses du travail universitaire et de la production de livres ». Dans neuf études de cas, il examine les thèmes de Rudolf Smend (de) avec sa thèse d'habilitation de 1911 sur la Chambre impériale, Hans Uebersberger (de) avec son étude de 1913 sur la politique orientale russe, Paul Joachimsen (de) et sa thèse d'habilitation de 1910 sur la conception humaniste de l'histoire et de l'historiographie, Georg von Below avec ses travaux de 1914 sur l'État allemand du Moyen Âge, l'histoire de la philosophie ancienne de Karl Joël de 1921, l'histoire de l'université d'Heidelberg de Gerhard Ritter de 1936, la thèse d'habilitation publiée en 1962 d'Heribert Raab (de) sur l'électeur de Trèves Clément Wenceslas de Saxe, l'ouvrage de 1966 de Martin Göhring sur l'État national-socialiste dans la période de 1933 à 1939 et Konrad Repgen avec sa thèse d'habilitation sur le rôle de la Curie romaine au Congrès de la paix de Westphalie (deux volumes, 1962/65).
Dans un récit publié en 2021, il traite de sept historiens aveugles ou du moins gravement malvoyants. Il demande comment les membres concernés de la profession d'historiens "gèrent la perte de la vue généralement irréparable et un processus (souvent) irréversible de cécité".

### Baron vom Stein
Grâce à une biographie et de nombreux recueils d'essais, Duchhardt est considéré comme un expert de premier plan sur le réformateur prussien Heinrich Friedrich Karl vom und zum Stein. Une conférence organisée par la société Baron-vom-Stein et l'Institut d'histoire européenne de Mayence en février 2002 traite des aspects politiques et journalistiques du réformateur et pose des questions sur l'histoire de son impact. Une conférence de Duchhardt le 8 novembre 2003 à la session plénière de l'Académie des sciences et la littérature sur la réception de Stein est publiée avec un appareil d'annotation scientifique. Une conférence à l'Institut d'histoire européenne de Mayence en décembre 2006 traite de la dernière période jusqu'alors négligée de la vie de 1815 à 1831. Les dix contributions sont publiées en 2007 par Duchhardt. Pour le 250e anniversaire de Stein en 2007, il présente une biographie de 530 pages. Jusque-là, il fallait se fier à la biographie de Gerhard Ritter, publiée pour la dernière fois en 1981 et remontant à 1931. Dans son bilan, Duchhardt compte Stein "parmi les personnalités marquantes de l'histoire allemande récente". Quelques mois après la publication de sa biographie, il met quelques études complémentaires dans un volume (Stein-Faceten. Études sur Karl vom und zum Stein). De plus, en 2008, il publie un compte rendu de la façon dont Stein et son travail sont instrumentalisés et stylisés par les contemporains et les générations suivantes. En 2010, il poursuit avec une brève biographie de Stein. Duchhardt poursuit l'objectif de "faire une noblesse inférieure, dont la revendication était au niveau de la haute et de la plus haute noblesse, compréhensible dans ses liens et ses catégories de pensée [...]".

### Discussion sur l'absolutisme comme désignation d'époque
Un livre de l'auteur britannique Nicholas Henshall (de) (1992) déclenche une discussion dans les premières recherches modernes sur l'absolutisme en tant que forme de règle et en tant que désignation d'une époque. En Allemagne, Duchhardt apparaît comme un critique de cette désignation. Au lieu de cela, il préconise le terme baroque. Ce terme dispense de la perspective liée à la domination et est largement reconnu dans les disciplines voisines. La critique de la contre-proposition de Duchhardt "Baroque" est exprimée entre autres par Peter Baumgart, sur quoi répond par une réponse dans le Historische Zeitschrift. Pour la série Oldenbourg Grundriss der Geschichte (de) qu'il publie en 1989 sous le titre Das Zeitalter des Absolutismus, une représentation de la fin de la guerre de Trente Ans à la Révolution française. Dès la quatrième édition, il dit adieu au concept d'absolutisme comme désignation de l'époque elle-même et utilise à la place le couple de termes "Baroque et Lumières". Déjà dans la première édition, dans l'avant-propos écrit à la fin de 1987, il souligne que le terme absolutisme en tant que désignation d'époque est une "solution fixe". Dans une édition publiée en 2003, il considère la seconde moitié de l'époque moderne comme la « veille » de l'époque suivante de la « modernité », puisque les termes « absolutisme », « époque dynastique » et "L'époque princière" avec une "nationalisation" accélérée ou le terme "Siècle des Lumières" compris principalement en termes d'histoire intellectuelle circulent.

### Autres recherches
En 2009, Duchhardt publie une anthologie contenant les contributions allemandes de deux conférences germano-russes en décembre 2007 à Mayence et en septembre 2008 à Moscou. Les essais traitent de l'influence des Allemands au service de la Russie dans l'ouverture de l'Extrême-Orient. En 2012, Duchhardt et Martin Espenhorst publient une anthologie sur August Ludwig von Schlözer. Cette publication fait suite au 200e anniversaire de la mort de cet homme des Lumières, historien, spécialiste des sciences politiques et publiciste allemand. En 2009, une conférence intitulée "August Ludwig (von) Schlözer en Europe" est organisée à cette occasion dans le lieu de naissance de Schlözer, à Kirchberg an der Jagst. Les contributions visent à dresser un bilan des recherches menées jusqu'à présent sur Schlözer.

## Travaux (sélection)
monographies
- Der alte Ranke. Politische Geschichtsschreibung im Kaiserreich. Vergangenheitsverlag, Berlin 2023,  (ISBN 978-3-86408-297-9).
- Ranke-Studien (= Neue Aspekte der Ranke-Forschung. Bd. 1). Vergangenheitsverlag, Berlin 2023,  (ISBN 978-3-86408-305-1).
- Blinde Historiker. Erfahrung und Bewältigung von Augenleiden im frühen 20. Jahrhundert. Kohlhammer, Stuttgart 2021,  (ISBN 978-3-17-040092-4).
- Abgebrochene Forschung. Zur Geschichte unvollendeter Wissenschaftsprojekte. Mohr Siebeck, Tübingen 2020,  (ISBN 978-3-16-159041-2).
- Friedens-Miniaturen. Zur Kulturgeschichte und Ikonographie des Friedens in der Vormoderne. Aschendorff, Münster 2019,  (ISBN 978-3-402-13416-0).
- Eine Karriere im Zeichen der Umbrüche. Der Historiker Martin Göhring (1903–1968) in seiner Zeit. Franz Steiner Verlag, Stuttgart 2018,  (ISBN 978-3-515-11966-5).
- Der Aachener Kongress 1818. Ein europäisches Gipfeltreffen im Vormärz. Piper, München 2018,  (ISBN 978-3-492-05871-1).
- Der Weg in die Katastrophe des Dreißigjährigen Krieges. Die Krisendekade 1608–1618. Piper, München 2017,  (ISBN 978-3-492-05749-3).
- 1648 – das Jahr der Schlagzeilen. Europa zwischen Krise und Aufbruch. Böhlau, Wien u. a. 2015,  (ISBN 3-412-50120-4).
- Der Wiener Kongress. Die Neugestaltung Europas 1814/15. (= Beck’sche Reihe. C.-H.-Beck-Wissen. Bd. 2778). Beck, München 2013,  (ISBN 978-3-406-65381-0).
- Freiherr vom Stein. Preußens Reformer und seine Zeit (= Beck’sche Reihe. C.-H.-Beck-Wissen. Bd. 2487). Beck, München 2010,  (ISBN 978-3-406-58787-0).
- Stein. Eine Biographie. Aschendorff, Münster 2007,  (ISBN 978-3-402-05365-2).
- Europa am Vorabend der Moderne. 1650–1800 (= Handbuch der Geschichte Europas. Bd. 6). Ulmer, Stuttgart 2003,  (ISBN 3-8252-2338-8).
- Balance of power und Pentarchie. Internationale Beziehungen 1700–1785 (= Handbuch der Geschichte der internationalen Beziehungen. Bd. 4). Schöningh, Paderborn u. a. 1997,  (ISBN 3-506-73724-4).
- Deutsche Verfassungsgeschichte 1495–1806 (= Urban-Taschenbücher. Bd. 417). Kohlhammer, Stuttgart u. a. 1991,  (ISBN 3-17-010825-5).
- Altes Reich und europäische Staatenwelt 1648–1806 (= Enzyklopädie deutscher Geschichte (de). Bd. 4). Oldenbourg, München 1990,  (ISBN 3-486-55421-2).
- Das Zeitalter des Absolutismus (= Oldenbourg Grundriss der Geschichte (de). Bd. 11). Oldenbourg, München 1989,  (ISBN 3-486-49741-3) (ab der 4., neu bearbeiteten und erweiterten Auflage, als: Barock und Aufklärung. ebenda 2007,  (ISBN 978-3-486-49744-1)).
- Protestantisches Kaisertum und Altes Reich. Die Diskussion über die Konfession des Kaisers in Politik, Publizistik und Staatsrecht (= Veröffentlichungen des Instituts für Europäische Geschichte Mainz. Abteilung für Universalgeschichte. Bd. 87 = Beiträge zur Sozial- und Verfassungsgeschichte des Alten Reiches. Bd. 1). Steiner, Wiesbaden 1977,  (ISBN 3-515-02691-6) (Zugleich: Mainz, Universität, Habilitations-Schrift, 1974: Die Idee eines protestantischen Kaisertums im Alten Reich.).
- Philipp Karl von Eltz. Kurfürst von Mainz, Erzkanzler des Reiches. (1732–1743). Studien zur Kurmainzischen Reichs- und Innenpolitik (= Quellen und Abhandlungen zur mittelrheinischen Kirchengeschichte. Bd. 10,  (ISSN 0480-7480)). Gesellschaft für Mittelrheinische Kirchengeschichte u. a., Mainz u. a. 1968 (online auf dilibri.de).

rédactions
- Stein. Die späten Jahre des preußischen Reformers. 1815–1831. Vandenhoeck & Ruprecht, Göttingen 2007,  (ISBN 978-3-525-36376-8) (Rezension).
- Nationale Geschichtskulturen. Bilanz, Ausstrahlung, Europabezogenheit (= Akademie der Wissenschaften und der Literatur, Mainz. Abhandlungen der Geistes- und Sozialwissenschaftlichen Klasse. Jg. 2006, Nr. 4). Beiträge des internationalen Symposions in der Akademie der Wissenschaften und der Literatur, Mainz, vom 30. September bis 2. Oktober 2004. Steiner, Stuttgart 2006,  (ISBN 3-515-08899-7).
- Martin Göhring (1903–1968). Stationen eines Historikerlebens (= Veröffentlichungen des Instituts für Europäische Geschichte Mainz. Abteilung für Universalgeschichte. Beiheft 64). von Zabern, Mainz 2005,  (ISBN 3-8053-3526-1).
- Der Westfälische Friede. Diplomatie – politische Zäsur – kulturelles Umfeld – Rezeptionsgeschichte (= Historische Zeitschrift. Beihefte NF Bd. 26). Oldenbourg, München 1998,  (ISBN 3-486-56328-9).
- In Europas Mitte. Deutschland und seine Nachbarn. Europa Union Verlag, Bonn 1988,  (ISBN 3-7713-0341-9).